# Agapanthia chalybaea
Agapanthia chalybaea är en skalbaggsart som beskrevs av Franz Faldermann 1837. Agapanthia chalybaea ingår i släktet Agapanthia och familjen långhorningar.
Artens utbredningsområde är Iran. Inga underarter finns listade i Catalogue of Life.